# ایستگاه برینتوود تاون سنتر
ایستگاه برینتوود تاون سنتر (انگلیسی: Brentwood Town Centre station) یک ایستگاه مرتفع در خط میلنیوم سیستم حمل و نقل سریع مترو در مترو ونکوور اسکای‌ترین (ونکوور) است. این ایستگاه در بالای بزرگراه لوهید در شرق خیابان ویلینگدون در برنابی، بریتیش کلمبیا، کانادا واقع شده‌است. این ایستگاه در مجاورت مرکز خرید
برینتوود تاون سنتر، یک مرکز خرید متوسط قرار دارد.